# Evaristo Barrera
Evaristo Vicente Barrera (30 de desembre de 1911 - 7 de juny de 1982) va ser un futbolista argentí que jugava com a davanter. Va jugar al Racing Club de Avellaneda i a diversos clubs de futbol d'Itàlia. Va néixer a Rosario.
Barrera va començar la seva carrera professional el 1932 amb el Racing Club, va ser dos cops màxim golejador de la Primera Argentina, el 1934 amb 34 gols i el 1936 amb 32 gols. Al final de la seva etapa al Racing Club, Barrera havia marcat 136 gols en 142 partits. Encara manté el rècord com a jugador més golejador del club.
El 1938 Barrera es va traslladar a Itàlia, va jugar a la Lazio i al Nàpols a la Sèrie A abans de caure a les lligues inferiors on va jugar a l'Ascoli Calcio.
Durant els anys de guerra va jugar amb Novara Calcio i Gozzano als Campionats de Guerra d'Itàlia. Acabada la guerra va jugar a US Cremonese i Mortara, retirant-se el 1948.
Barrera va tenir un període com a entrenador del Novara Calcio entre 1956 i 1958.